# AYA (漫画)
『AYA』（あや）は、『ビタマン』で連載されていた克・亜樹の漫画作品。単行本は全1巻。

## あらすじ
突然の事故により、新妻「あや」を失った金沢京介。仕事も家も失った彼の前に現れたのは、あやそっくりの3人の彼女の妹たちで、実は彼女たちは四つ子だったのだ。顔も名前も一緒の3人と暮らし始めることとなった京介はその晩、「あや」の部屋で寝ているところに「アヤ」が現れ、キスをしていく。果たして真実は……。

## 登場人物
- 金沢京介
- 金沢あや
- 綾
- 彩
- 亜矢
- 文